# Металічна меса

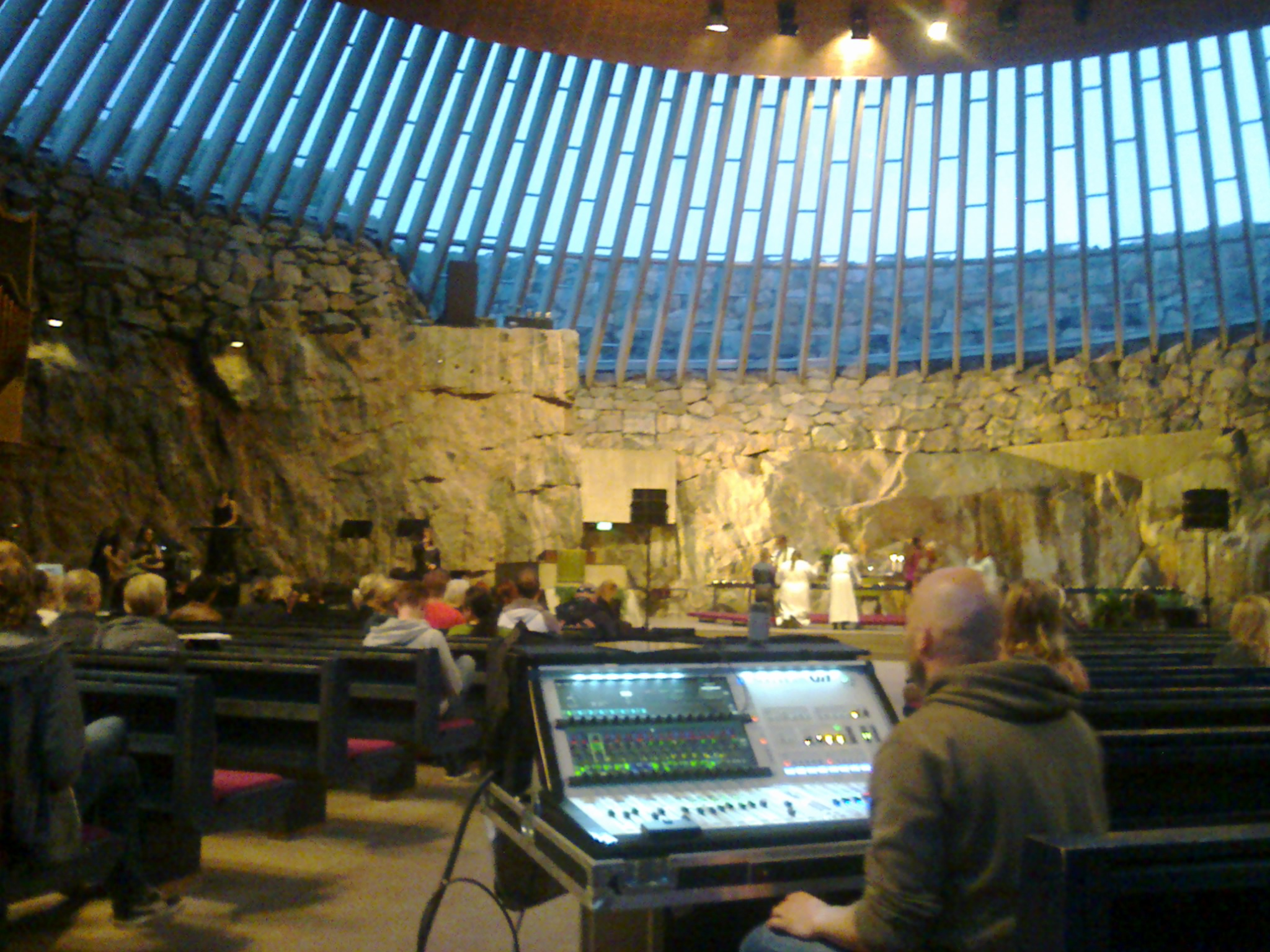
Метал меса в церкві Темппеліаукіо, 2014 рік.

Металічна меса (фін. Metallimessu) — новий вид музичного супроводу літургії в євангелічно-лютеранській церкві Фінляндії, при якому співи і частини богослужіння виконуються під акомпанемент важкої металевої музики.

## Історія
Ідея подібної літургійної діяльності народилася в результаті спілкування п'яти шанувальників металевої музики, серед яких троє були служителями Церкви Фінляндії (пастори Хака Кекяляйнен і Юкка Валкама і міністрант Мікко Саарі) і двох початківців музикантів — Маркус Коррі і Юхані Палттала. У перший раз подібне богослужіння було проведено 29 червня 2006 року в церкві Темппеліаукіо напередодні щорічного фестивалю важкого року Tuska. 
Після цього ця літургія почала регулярно проводитися в різних церквах Фінляндії, при цьому на збори приходили сотні людей.

## Альбом
У 2008 році був випущений диск Metallimessu, у записі якого взяли участь музиканти Тааге Лайх (Kilpi), Вілле Туомі (Suburban Tribe), Танья Лайн (Lullacry), Туомас Ніємінен (Adamantra), Юхані Мухонен (Sorrowind) і Хейккі Пеюхія (Twilightning). Альбом зайняв 12 місце в національному хіт-параді, а часто знаходився в Top-40 близько 3 тижнів. 
1. Libera Me (intro)
2. Siunaus
3. Tiellä Ken Vaeltaa
4. Saviruukku
5. Johannes 3:16
6. Herra Elämääni
7. Käyn Aina Kohti Kuolemaa
8. Herra Kädelläsi
9. Job 41
10. Kosketa Minua Henki
11. Käy Yrttitarhasta Polku
12. Joutukaa Sielut On Aikamme Kallis
13. Isä Meidän (Отче наш)
14. On Autuas Ken Jeesusta
15. Jumalan Karitsa
16. Ken Tahtoo Käydä Herran Askelissa
17. Herraa Hyvää Kiittäkää
18. Herran Siunaus